# Амундсен, Харальд Эстберг
Харальд Эстберг Амундсен (норв. Harald Østberg Amundsen; род. 18 сентября 1998) — норвежский лыжник, чемпион мира 2025 года в эстафете, четырёхкратный призёр чемпионатов мира. Победитель многодневки Тур де Ски в сезоне 2023/2024. Победитель общего зачета  Кубка мира, обладатель Большого Хрустального Глобуса и Малого Хрустального Глобуса (в дистанционных дисциплинах) в сезоне 2023/2024.

## Карьера
Первый значительный успех пришёл к Амундсену на юниорском чемпионате мира 2017 года в Солдер-Холлоу (США), где он взял бронзу в скиатлоне и выиграл золото вместе с эстафетной четверкой.
На Кубке мира Харальд Эстберг Амундсен дебютировал 8 декабря 2018 года в родном Бейтостёлене, где на дистанции 30 км он занял 30 место. 29 января 2021 года на этапе Кубка мира в шведском Фалуне Амундсен воспользовался предоставленным шансом, занял 8 место в гонке на 15 км свободным стилем и вошёл в состав сборной Норвегии на чемпионат мира.
На своей дебютной гонке на чемпионате мира 2021 года в немецком Оберстдорфе Харальд Эстберг Амундсен сразу же завоевал бронзовую медаль в разделке на 15 км свободным стилем, уступив только Хансу Кристеру Холунду и Симену Хегстаду Крюгеру.
20 января 2023 года стал чемпионом Норвегии в гонке на 15 км свободным стилем. 27 января 2023 года выиграл свою первую гонку на этапе Кубка мира в Ле-Руссе на 10 км свободным стилем.
Во время чемпионата мира 2023 в Планице он завоевал серебряную медаль на дистанции 15 км свободным стилем, отстав от победителя Симена Хегстада Крюгера на 5,3 секунды.
В сезоне 2023/2024 Харальд стал победителем многодневки Тур де Ски и выиграл общий зачет Кубка мира.
На чемпионате мира 2025 года в Тронхейме в скиатлоне на 20 км и в разделке на 10 км стал обладателем бронзовых медалей. В эстафете стал чемпионом мира. 

## Результаты на крупнейших соревнованиях

### Чемпионаты мира по лыжным видам спорта
| Чемпионат мира  | Спринт | Командный спринт | Гонка с раздельным стартом | Скиатлон | 50 км масс-старт | Эстафета |
| --------------- | ------ | ---------------- | -------------------------- | -------- | ---------------- | -------- |
| 2021 Оберстдорф | —      | —                | 3                          | —        | —                | —        |
| 2023 Планица    | —      | —                | 2                          | —        | —                | —        |
| 2025 Тронхейм   | —      | —                | 3                          | 3        | —                | 1        |

### Подиумы на этапахКубка мира
| №   | Сезон   | Дата            | Город       | Тип гонки                                              | Место |
| --- | ------- | --------------- | ----------- | ------------------------------------------------------ | ----- |
| 1   | 2021-22 | 5 декабря 2021  | Лиллехаммер | Эстафета 4х7,5 (4этап, свободный стиль)                | 3     |
| 2   | 2021-22 | 12 марта 2022   | Фалун       | Гонка с раздельным стартом 15 км (свободный стиль)     | 3     |
| 3   | 2021-22 | 13 марта 2022   | Фалун       | Смешанный командный спринт (с Лоттой Венг)             | 3     |
| 4   | 2022-23 | 27 января 2023  | Ле рус      | Гонка с раздельным стартом 10 км (свободный стиль)     | 1     |
| 5   | 2022-23 | 5 февраля 2023  | Тоблах      | Эстафета 4х7,5 (4этап, свободный стиль)                | 3     |
| 6   | 2022-23 | 17 марта 2023   | Фалун       | Гонка с раздельным стартом 10 км (классический стиль)  | 3     |
| 7   | 2022-23 | 24 марта 2023   | Лахти       | Командный спринт (свободный стиль)                     | 3     |
| 8   | 2023-24 | 26 ноября 2023  | Рука        | Масс-старт 20 км (свободный стиль)                     | 3     |
| 9   | 2023-24 | 2 декабря 2023  | Элливаре    | Гонка с раздельным стартом 10 км (свободный стиль)     | 2     |
| 10  | 2023-24 | 10 декабря 2023 | Остерсунд   | Гонка с раздельным стартом 10 км (свободный стиль)     | 1     |
| 11  | 2023-24 | 15 декабря 2023 | Тронхейм    | Спринт (свободный стиль)                               | 3     |
| 12* | 2023-24 | 31 декабря 2023 | Тоблах      | Гонка с раздельным стартом 10 км (классическийй стиль) | 3     |
| 13* | 2023-24 | 1 января 2024   | Тоблах      | Гонка преследования 25 км (свободный стиль)            | 1     |
| 14* | 2023-24 | 4 января 2024   | Давос       | Гонка преследования 20 км (классический стиль)         | 1     |
| 15  | 2023-24 | 9 февраля 2024  | Кенмор      | Масс-старт 15 км (свободный стиль)                     | 2     |
| 16  | 2023-24 | 18 февраля 2024 | Миннеаполис | Гонка с раздельным стартом 10 км (свободный стиль)     | 2     |
| 17  | 2023-24 | 15 марта 2024   | Фалун       | Спринт (классический стиль)                            | 3     |
| 18  | 2024-25 | 29 ноября 2024  | Рука        | Гонка с раздельным стартом 10 км (классический стиль)  | 2     |
| 19  | 2024-25 | 1 декабря 2024  | Рука        | Масс-старт 20 км (свободный стиль)                     | 1     |
| 20  | 2024-25 | 6 декабря 2024  | Лиллехаммер | Гонка с раздельным стартом 10 км (свободный стиль)     | 3     |
| 21  | 2024-25 | 8 декабря 2024  | Лиллехаммер | Скиатлон 20 км                                         | 1     |
| 22* | 2024-25 | 31 декабря 2024 | Тоблах      | Гонка с раздельным стартом 20 км (свободный стиль)     | 1     |
| 23* | 2024-25 | 1 января 2025   | Тоблах      | Гонка преследования 15 км (классический стиль)         | 1     |
| 24  | 2024-25 | 2 февраля 2025  | Конье       | Гонка с раздельным стартом 10 км (свободный стиль)     | 1     |
| 25  | 2024-25 | 16 февраля 2025 | Фалун       | Масс-старт 20 км (свободный стиль)                     | 3     |
| 26  | 2024-25 | 16 марта 2025   | Осло        | Гонка с раздельным стартом 10 км (свободный стиль)     | 1     |
| 27  | 2024-25 | 19 марта 2025   | Таллин      | Спринт (свободный стиль)                               | 2     |

* - гонка проходила в рамках Тур де ски

### Положение в зачетеКубка мирапо лыжным гонкам
| Сезон                  | 2018/2019 | 2019/2020 | 2020/2021 | 2021/2022 | 2022/2023 | 2023/2024 | 2024/2025 |
| Общий зачёт Кубка мира | 145       | 128       | 65        | 8         | 16        | 1         | 5         |
| Спринтерские виды      |           |           |           | 29        | 27        | 5         | 15        |
| Дистанционные виды     | 100       | 83        | 41        | 9         | 10        | 1         | 4         |

1. 1 2  https://www.teamnor.no/profiler/langrenn/harald-ostberg-amundsen/